# プレヴァリェ
プレヴァリェ（Prevalje, ドイツ語：Prävali）は、スロベニアの市である。コロシュカ地方のメジャ川渓谷に位置する。
1945年5月15日、プレヴァリェの近くで第二次世界大戦ヨーロッパ地域での最後の小戦闘がユーゴスラビア軍と退却中のドイツ軍 (quisling forces) の間で起こった。